# 列支敦斯登的諾拉
列支敦斯登的諾拉（德語：Nora von Liechtenstein，1950年10月31日—），列支敦士登親王法蘭茲·約瑟夫二世的獨女、現任親王漢斯·亞當二世的妹妹。

## 家庭
1988年，諾拉與文森特·薩托里奧結婚，兩人的獨女瑪麗亞·特蕾莎（María Teresa）於1992年出生。